# Io rimango qua
Io rimango qua è un singolo del cantautore italiano Holden, pubblicato l'11 marzo 2019 come terzo estratto dal primo EP Il giovane Holden.

## Descrizione
Il brano è scritto, composto e prodotto dallo stesso cantautore.

## Tracce
Testi e musiche di Joseph Carta.
1. Io rimango qua – 3:08